# Сэнди-Хилл

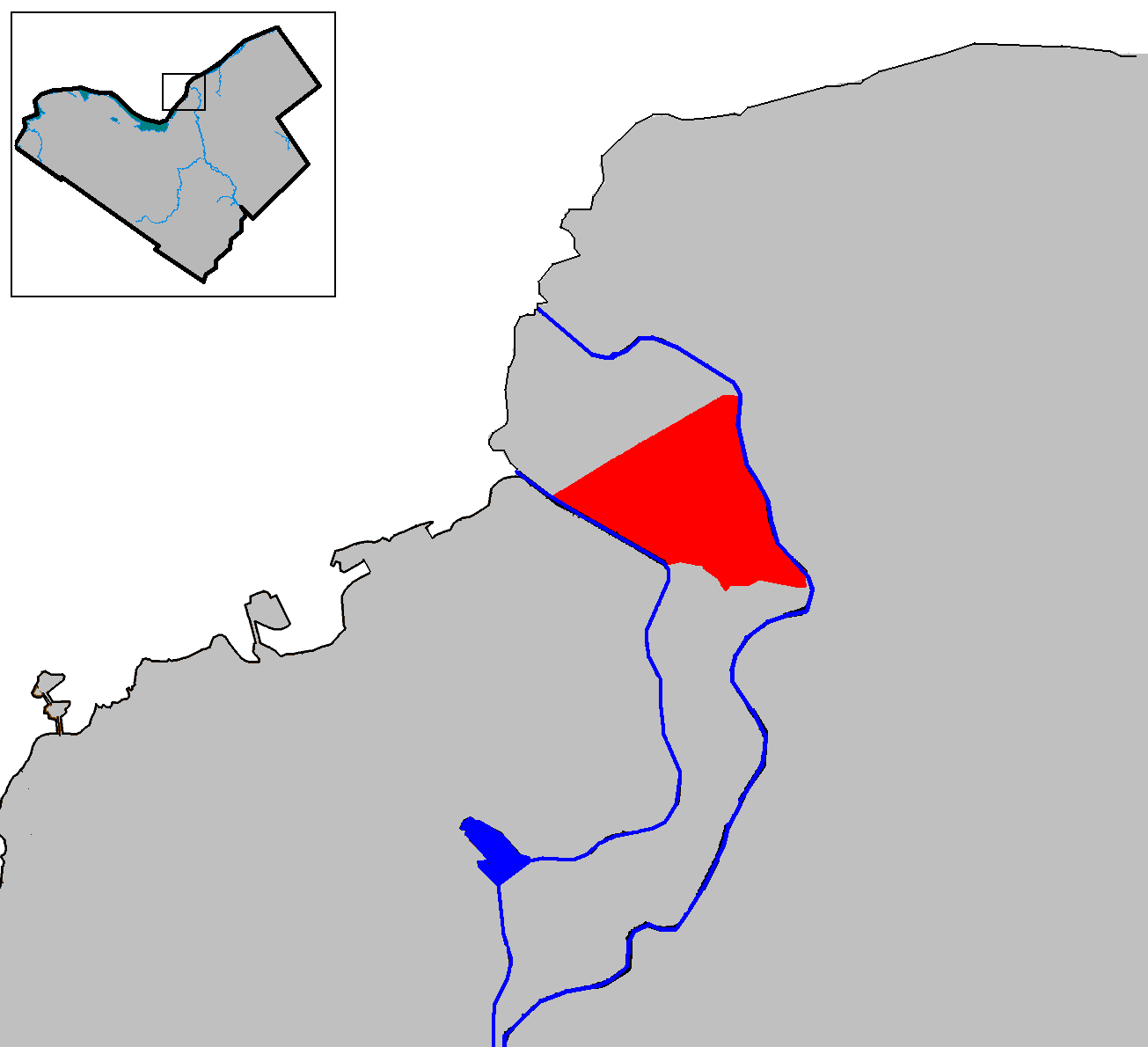
Сэнди-Хилл на карте Оттавы

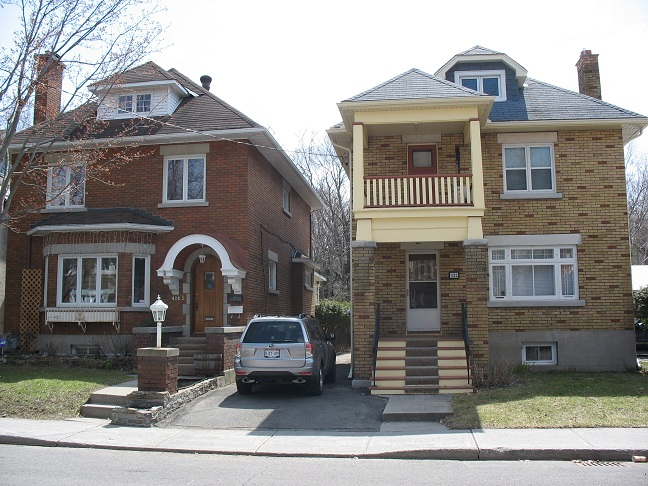
Жилые дома на Сэнди-Хилл

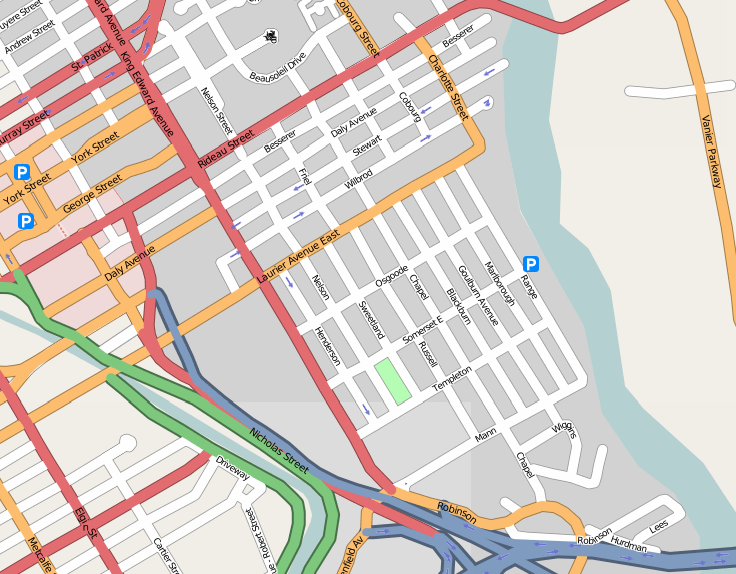
Карта Сэнди-Хилл

Сэнди-Хилл, англ. Sandy Hill, фр. Côte-de-Sable, буквально «Песочный холм» — двуязычный район Оттавы, один из самых старых в городе.

## География
Расположен к востоку от центра города. Естественными границами Сэнди-Хилла являются канал Ридо на западе, река Ридо на востоке, улица Ридо-стрит на севере (от рынка Байуорд и вдоль примыкающего с севера района Лоуэртаун, а на юге — магистраль Куинсуэй и Николас-стрит, отделяющая район от кампуса Оттавского университета. Назван так из-за своей песчаной почвы и холмистого рельефа, затрудняющих строительство крупных зданий. Здесь находится множество посольств (в том числе России), жилых зданий (в основном двухэтажных) и парков, из которых самый крупный — парк Страткона. В районе живёт множество студентов Оттавского университета, кампус которого образует юго-западную границу района.

## История
В 19 и начале 20 вв. Сэнди-Хилл был районом, где селились богатейшие жители Оттавы. Изначально земля принадлежала нотариусу Луи-Теодору Бессереру, в честь которого названа одна из улиц района. Позднее Бессерер подарил часть своего участка Оттавскому университету. С середины 19 века район заселяют канадские «бароны лесопромышленности», здесь же живут высокопоставленные канадские чиновники. На углу Лорье-авеню и Чепел-стрит до настоящего времени сохранился мемориальный дом-музей Уилфрида Лорье, премьер-министра Канады.
Сооружение мостов через канал Ридо, появление автомобилей и общественного транспорта привело к упадку Сэнди-Хилл, поскольку он стал слишком близок к деловому центру города. Богатые жители стали переселяться в район Роклифф-парк, тогда как среди жителей Сэнди-Хилла становилось всё больше представителей среднего класса, а плотность населения росла. К середине 1960-х гг. район всё ещё был преимущественно франкоязычным, однако к началу 21 в. количество англофонов почти сравнялось с франкофонами, кроме того, среди жителей появились выходцы с Гаити, из исламских стран.

## Инфраструктура

### Общественные и социальные службы
Общинный центр находится на Сомерсет-стрит (между Нельсон-стрит и Суитлэнд-авеню). На Манн-авеню 150 находится центр Ювиль (поддержки матерей-одиночек).

### Медицина
Общинный медицинский центр расположен на перекрёстке Ридо-стрит и Нельсон-стрит. В районе имеется 2 поликлиники — одна в составе кампуса Оттавского университета, другая — на Ридо-стрит (находится в процессе переезда в новое помещение на Монреаль-роуд в соседнем районе Ванье). Поскольку университетская поликлиника нередко перегружена и не принимает новых пациентов, жители также пользуются клиниками в соседних районах.

### Школы
- Viscount Alexander Public School (англоязычная, светская)
- École elémentaire Francojeunesse (франкоязычная, светская)
- Saint Clement Catholic School (англоязычная, католическая, частная)

Дети, проживающие в северной части района, также имеют право на посещение двух других школ, расположенных в соседнем Лоуэртауне:
- York Street Public School (англоязычная, светская)
- École catholique de Sainte-Anne (франкоязычная, католическая)

### Церкви, расположенные в районе
- All Nations Church
- All Saints Anglican Church
- Eglise Sacré-Coeur
- St. Alban’s Anglican Church
- St. Clement Catholic Church
- en:St. Paul's-Eastern United Church
- St. Joseph’s Catholic Church

### Парки
Самым крупным является парк Страткона, границами которого являются набережная реки Ридо, Лорье-авеню и Рейндж-стрит. Летом в парке работает театр под открытым небом, устраиваются концерты. Также в районе расположено несколько небольших парков.